# Stryphnodendron racemiferum
Stryphnodendron racemiferum är en ärtväxtart som först beskrevs av Adolpho Ducke, och fick sitt nu gällande namn av William Antônio Rodrigues. Stryphnodendron racemiferum ingår i släktet Stryphnodendron och familjen ärtväxter. Inga underarter finns listade i Catalogue of Life.